# Агбо Сасса
Агбо Сасса (Абосаса) (*1698 — після 1718) — 5-й ахосу (володар) Дагомеї в 1716—1718 роках.

## Життєпис
Походив з династії Алладаксону. Син ахосу Хуесу Акаба. Народився 1698 року. Перша згадка про нього відноситься до 1708 року. Низка дослідників вважає, що саме тоді помер його батько. Але за іншими відомостями це сталося 1716 року. За підтримки стрийни Ханґбе посів трон, хоча за життя батька не отримав титул відашо (спадкоємця трону). Цим скористався його стрийко Агаджа, що повстав та повалив Агбо Сассу. За різними свідченнями, його панування тривало 3 місяці, або до 1718 року.
Після втрати влади втік на північ, під захист народу махі. Його нащадки повернулися до Дагомеї лише в XX ст.